# Johanna Goliszewski
Johanna Goliszewski (* 9 de maig de 1986 a Allenstein, Polònia) és una esportista alemanya que competeix en bàdminton en la categoria de dobles. Ella és una soldat esportiva de la Bundeswehr en actiu.